# 野口賢
野口 賢（のぐち たかし）は、日本の漫画家。拓殖大学出身。

## 経歴・人物
1980年代後半、巻来功士のアシスタントとして『ザ・グリーンアイズ』などを手伝う。
1991年、『週刊少年ジャンプ』増刊に掲載された『リエカ』でデビュー。
『柳生烈風剣連也』『竜童のシグ』『BE TAKUTO!!〜野蛮なれ〜』といった格闘漫画（バトル漫画）を『週刊少年ジャンプ』に連載するが、いずれも短期で打ち切りに遭う。その後、活動場所を青年誌へ移し、『大空港』（原作: 城アラキ）や『傭兵ピエール』（原作: 佐藤賢一）といった原作付きの漫画を執筆するようになる。
劇画に近い独特な絵柄と横からの構図の多用が特徴。

## 作品リスト
- -幕末人斬り伝-壬生の狼（『週刊少年ジャンプ』 1991年）
- 柳生烈風剣連也（『週刊少年ジャンプ』 1992年
- バトルモンスター（Abiole 1995）
- 竜童のシグ（『週刊少年ジャンプ』 1995年）
- BE TAKUTO!!〜野蛮なれ〜（『週刊少年ジャンプ』 1996年 - 1997年）
- 大空港（原作:城アラキ）（『スーパージャンプ』 1999年 - 2001年）
- KUROZUKA-黒塚-（原作: 夢枕獏）（『スーパージャンプ』 2002年 - 2006年）
- 傭兵ピエール（原作:佐藤賢一）（『漫革』 2003年 - 2007年）
- 狗ハンティング（原作:夢枕獏、構成：子安秀明）（『オースーパージャンプ』 2007年 - 2008年）
- サンクチュアリ THE 幕狼異新（原作:冲方丁）（『オースーパージャンプ』 2009年 - 2011年）
- バビル2世 ザ・リターナー（原作：横山光輝）（『ヤングチャンピオン』 2010年 - 2017年）
- ウルトラ・レッド（原作：西村寿行）（『チャンピオンRED』 2013年 - 2015年）※『往きてまた還らず』より
- 新選組リベリオン（『ヤングチャンピオン』 2017年 - 2018年）
- 公道ウルフ（『ヤングチャンピオン』 2020年 - ）